# Vecumnieki kommun
Vecumnieku novads var en kommun i Lettland. Den låg i den centrala delen av landet, 60 km sydost om huvudstaden Riga. Antalet invånare var 9 910. Arean var 844 kvadratkilometer. Vecumnieku novads gränsade till Baldones novads, Ķeguma novads, Jaunjelgavas novads, Neretas novads, Bauskas novads och Iecavas novads.
2021 slogs kommunen samman med Bauskas kommun.
Vecumnieku novads delades in i:
- Vecumnieku pagasts
- Stelpes pagasts
- Valles pagasts
- Bārbeles pagasts
- Kurmene
- Skaistkalnes pagasts

Följande samhällen fanns i Vecumnieku novads:
- Vecumnieki
- Skaistkalne